# Eberhard Jonák
Eberhard Antonín Jonák (12. dubna 1820 Křinec – 11. října 1879 Praha) byl rakouský a český politik, právník a národohospodář, profesor na Karlo-Ferdinandově univerzitě.

## Život
Narodil se v Křinci, malém městě nedaleko Nymburka, do rodiny panského správce panství Brandýs nad Orlicí a Velký Rohozec. Otec zemřel roku 1845. Jeho sestrou byla pozdější učitelka a ředitelka škol Eleonora Jonáková.
Po studiích práv na Karlo-Ferdinandově univerzitě v Praze a posléze na Vídeňské univerzitě se stal Jonák vychovatelem v domě významného orientalisty Josefa Hammera–Purgstalla, kde získal mnohé cenné kontakty. Po získání doktorátu roku 1844 vstoupil coby praktikant k dolnorakouské komorní prokuratuře, přičemž se věnoval studiu statistiky a národního hospodářství. V letech 1846–1847 přednášel na Vídeňské univerzitě, posléze roku 1847 na univerzitě v Krakově jako profesor národohospodářství.
Roku 1848 se vrátil do Čech. Během revolučního roku 1848 byl politicky aktivní. Ve volbách roku 1848 byl zvolen na rakouský ústavodárný Říšský sněm. Zastupoval volební obvod Brandýs v Čechách. Uvádí se jako profesor. Patřil ke sněmovní pravici. Aktivně se účastnil jednání sněmu, kde prosazoval zrušení poddanství.
Po rozpuštění sněmu v roce 1849 byl jmenován mimořádným profesorem statistiky a politických věd na Karlo-Ferdinandově univerzitě, a v roce 1860 profesorem řádným. Založil nadaci na podporu chudých studentů práv, která jim od roku 1853 financovala obědy.
Profesor Jonák se účastnil společenského dění, působil v několika spolcích, zvláště v Průmyslové jednotě a Vlastenecké hospodářské společnosti. Pomáhal organizovat rakouské a české expozice na světové výstavě roku 1855 v Paříži a světové výstavě roku 1862 v Londýně.
Už od mládí publikoval množství článků, napsal několik vědeckých spisů. Byl nositelem mnoha domácích i zahraničních vyznamenání, byl například rytířem Řádu Františka Josefa a držitelem ruského Řádu sv. Stanislava či nositelem Vyznamenání za umění a vědu.
Zemřel náhle na záchvat mrtvice, několik týdnů před oslavou 30 let své pedagogické kariéry. Pohřben byl na Olšanských hřbitovech.

## Kontroverzní profesor
Roku 1851 podal František Ladislav Rieger žádost o habilitaci v oboru politické ekonomie. Celá Riegerova práce byla pouze v českém jazyce, což bylo záminkou, aby ji Jonák odmítl. Rieger, který – na rozdíl od Jonáka – studoval ekonomii v zahraničí, se tak nikdy profesorem nestal.
Podobnou zkušenost měl i Josef Kaizl. Při jeho habilitaci v roce 1879 byl Jonák jediný, kdo hlasoval pro její zamítnutí. Kaizlova habilitace byla ale nakonec úspěšná.
Nejslavnějším Jonákovým žákem byl Albín Bráf. Eberhard Jonák si mladého a talentovaného studenta oblíbil, pomáhal mu a sehnal mu mnohé zajímavé kontakty. Bráf si však byl vědom určité vědecké zaostalosti svého učitele a brzy se s ním názorově rozešel.

## Základové hospodářství
Jedna z prvních českých učebnic národního hospodářství, Základové hospodářství, vyšla v roce 1871. Byla určena nejen studentům i široké veřejnosti, zvláště pak venkovskému lidu. Struktura knihy příliš nepřipomíná učebnici, ale spíše beletrii. Na začátku nás seznámí se zaostalou vesnicí Petrovice, do níž se přistěhuje pan Jelínek, bývalý vysokoškolský profesor národního hospodářství, a začne své pedagogické představy uvádět do praxe. Každou neděli se pak schází s obyvateli vesnice a srozumitelným jazykem jim vypráví o hospodářství, o trzích, o nabídce a poptávce atd. Ti se pak snaží držet jeho zásad a zvelebí vesnici v hospodářské centrum kraje.
Kniha má mnoho nedostatků, podává nejednotný výklad a jako celek působí nesourodě. Taktéž české ekonomické pojmosloví nebylo v době jejího vzniku ještě ustáleno.